# 北台子站
北台子站是京通铁路已撤销并拆除的车站，此前位于中国内蒙古自治区赤峰市松山区穆家营子镇北台子村，隶属沈阳铁路局赤峰车务段管辖，为不办理客货运业务的五等会让站。
北台子站建站于1984年7月，除办理列车到发和会让业务外，亦曾有旅客列车在本站办理乘降。因京通铁路电气化改造需要，北台子站于2017年4月27日被拆除。2022年10月，车站正式被撤销。